# Guja Rukhaia
Guja Rukhaia (in georgiano გუჯა რუხაია?; in russo Гуджа Георгиевич Рухаиа?, Gudža Georgievič Ruchaia; Batumi, 22 luglio 1987) è un ex calciatore georgiano con cittadinanza russa, di ruolo difensore.

## Carriera
Ha giocato nella massima serie dei campionati russo e georgiano.